# Cele cinci teze ale arminienilor
Cele cinci teze ale arminienilor au fost formulate în anul 1610 de adepții lui Jacobus Arminius, care murise în 1609. Susținătorii acestor teze, cunoscuți ca remonstranți, au încercat să atenueze radicalismul doctrinar al lui Jean Calvin, în special în privința predestinării.
Articolul I [alegerea condiționată] – Dumnezeu printr-un plan etern și neschimbat, în Isus Hristos, Fiul Său, înainte de întemeierea lumii, a determinat ca, din toată umanitatea căzută și păcătoasă, să salveze ÎN Hristos, de dragul lui Hristos și prin Hristos pe toți aceia care vor crede prin harul Duhului Sfânt și care vor persevera în credință și ascultarea credinței, până la sfârșit; și pe de altă parte, să lase pe cei incorigibili și necredincioși în păcat și sub mânie, și să-i condamne ca fiind înstrăinați de Hristos, conform cu Evanghelia după Ioan 3:36 și conform cu alte texte din Scriptură. 
Articolul II [ispășirea universală] – Isus Hristos, Mântuitorul lumii, a murit pentru toți oamenii și pentru fiecare om, așa încât a obținut, pentru ei toți, prin moartea Sa pe cruce, răscumpărarea și iertarea păcatelor; totuși niciunul nu se bucură de această iertare decât credinciosul, conform cu Evanghelia după Ioan 3:16 și 1 Ioan 2:2.
Articolul III [depravarea totală] – Omul nu are harul mântuitor prin el însuși, nici energia propriei voințe, în măsura în care, în starea de apostazie și păcat, nu poate prin sine însuși să gândească, să dorească sau să facă, ceva care este cu adevărat bun (cum ar fi să aibă credință); ci are nevoie să fie născut din nou din Dumnezeu în Hristos, prin Duhul Sfânt și să fie înnoit în înclinație, înțelegere și voință așa încât să vrea, să gândească și să facă ceea ce este cu adevarat bun, conform Cuvântului lui Hristos, Ioan 15:5 – despărțiți de Mine nu puteți face nimic.
Articolul IV [harul rezistibil, și ineficient] – Acest har este începutul, continuarea și împlinirea oricărui bine, în măsura în care chiar și omul regenerat, fără acest har pregătitor sau însoțitor, trezitor, consecutiv (care urmează) și co-operativ, nu poate gândi, dori sau face bine, nici să reziste vreunei ispitiri la rău; așadar, toate faptele sau mișcările care ar putea fi produse, trebuie atribuite harului lui Dumnezeu în Hristos. În ce privește felul în care operează acest har, el nu este irezistibil, deodată ce se afirmă despre mulți că s-au împotrivit Duhului Sfânt.
Articolul V [incertitudinea perseverării și păstrarea condiționată] – Cei care sunt încorporați în Hristos, printr-o credință adevărată, și au devenit în acest fel părtași Duhului dătător de viață, au puterea deplină să lupte împotriva lui Satan, păcatului, lumii și proprii firi, și să câștige victoria, fiind bine înțeles că este întotdeauna prin harul asistent (însoțitor) al Duhului Sfânt; și Isus Hristos îi însoțeste prin Duhul Sfânt în toate ispitele, le întinde mâna, și ei sunt păstrați de la [orice] cădere, așa încât nu pot fi înșelați sau smulși din mâna lui Hristos de nici o înșelăciune sau putere a lui Satan, doar dacă sunt gata pentru luptă, doresc ajutorul Lui, și nu sunt inactivi, conform cu Ioan 10:28. Dar dacă ei sunt capabili prin neglijență să renunțe la începuturile vieții lor în Hristos, să se întoarcă din nou la această lume rea, să se întoarcă de la învățăturile sfinte care le-au fost date, să-și piardă conștiința bună și să fie lipsiți de har, acest lucru trebuie hotărât întâi din Sfintele Scripturi înainte ca noi să-l putem învăța cu toată convingerea minții.[1]
^ Crisis In The Reformed Churches: Essays in Commemoration of the Synod of Dort (1618-1619). Grand Rapids, Michigan: Reformed Fellowship, Inc. pp. 209–213